# PZL P.24
PZL P.24 a fost un avion de vânătoare polonez proiectat la mijlocul anilor 1930 de inginerul Zygmunt Puławski la fabrica PZL (în poloneză Państwowe Zakłady Lotnicze, ro: Uzina Aeronautică de Stat) din Varșovia. Avionul a fost exportat și fabricat sub licență în alte câteva țări, însă nu a fost folosit în Polonia.

## Proiectare
PZL P.24 a fost dezvoltat de inginerul polonez Zygmunt Puławski pentru uzinele PZL. Avionul urma să fie versiunea de export a avionului PZL P.11, dotat cu un motor Bristol Mercury fabricat sub licență. Deoarece licența pentru motorul folosit de P.11 nu permitea exportul, pentru motorizarea avionului P.24 au fost folosite motoarele firmei franceze Gnome-Rhône. Primul prototip, denumit P.24/I, avea la bază modelul P.11a și era propulsat de un motor Gnome-Rhône 14Kds care avea 760 cai putere (570 kW). Al doilea prototip, P.24/II (poreclit "Super P.24"), a stabilit un record mondial de viteză (414 km/h) pentru avioanele de vânătoare cu motoare radiale. Al treilea prototip, P.24/III (poreclit "Super P.24bis"), era dotat cu un motor 14Kfs mult mai puternic. Prototipul a fost prezent la expoziția aeriană de la Paris în 1934, unde a atras atenția mai multor țări străine.
Avionul avea un design convențional la vremea respectivă, cu aripi înalte. Forma aripilor era asemănătoare cu cea a unui pescăruș, având însă un profil subțire în apropierea fuzelajului pentru a asigura o vedere bună pentru pilot. Avionul era fabricat complet din metal. Cu excepția prototipurilor, carlinga era complet acoperită. Rezervorul intern putea fi aruncat la nevoie, în cazul unui incendiu. Avionul avea un tren de aterizare fix, cu un tălpig în partea din spate.
Un singur avion PZL P.24 (varianta G) a supraviețuit până în prezent, acesta fiind expus la Muzeul Aviației din Istanbul. 

## Utilizare în luptă

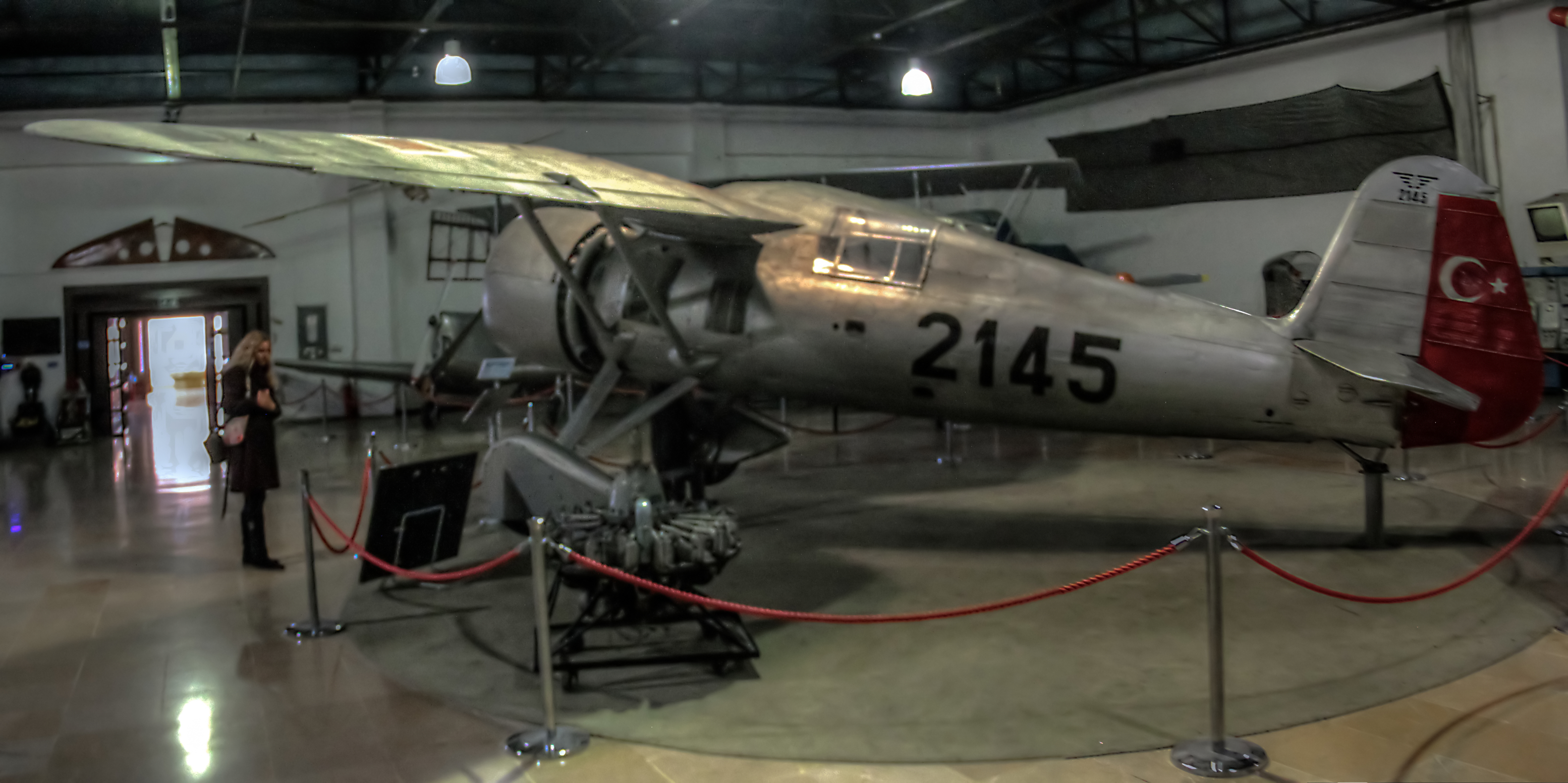
Singurul avion PZL P.24 care a fost păstrat până în prezent se află la Muzeul Aviației din Istanbul.

Polonia nu a folosit avionul P.24, deși acesta era mai performant decât modelul P.11. Forțele Aeriene Poloneze au decis să aștepte livrarea avionului PZL.50 Jastrząb (vulturul), aflat în faza de proiectare la începutul celui de-al Doilea Război Mondial. 
Grecia a utilizat avioanele P.24 în timpul Războiului greco-italian. Cele 36 de avioane (Forțele Aeriene Elene aveau în total 77 de avioane de toate tipurile) cumpărate din Polonia reprezentau grosul avioanelor de vânătoare elene. Deși erau depășite numeric și tehnic, avioanele PZL au fost folosite cu succes împotriva bombardierelor italiene. În timpul unei misiuni de interceptare, avionul P.24 pilotat de locotenentul aviator Marinos Metralexis a rămas fără muniție. Pilotul grec și-a izbit avionul de coada bombardierului italian trimotor care s-a prăbușit. Avioanele de vânătoare elene au obținut în total 64 de victorii aeriene confirmate și alte 24 neconfirmate, însă pierderile au fost mari din cauza superiorității forțelor aeriene italiene (și ulterior, Luftwaffe). 
Forțele Aeriene Regale Române au organizat avioanele PZL P.24E în Grupul 6 vânătoare (format din escadrilele 61 și 62), ca parte a Flotilei 2 vânătoare. Avioanele erau repartizate aeroportului militar Otopeni și aveau misiunea de a apăra capitala. În primele zile ale războiului cu URSS, grupul de vânătoare și-a îndeplinit cu succes rolul, având 37 de bombardiere sovietice (fără escortă) doborâte în palmares.  Până la sfârșitul anului 1941, trei avioane P.24 au fost pierdute. La mijlocul anului 1941, avionul a fost adaptat pentru atacul la sol, fiind echipat cu lansatoare de grenade. PZL P.24 a fost folosit din 1942 ca avion de antrenament, deoarece era depășit tehnic.
Avioanele PZL din dotarea Bulgariei și Turciei au fost folosite pentru zboruri de antrenament. Turcia a folosit avioanele în acest rol până la sfârșitul anilor 1940. Câteva au fost echipate cu motoare Pratt & Whitney, model Twin Wasp.

## Utilizatori
Polonia

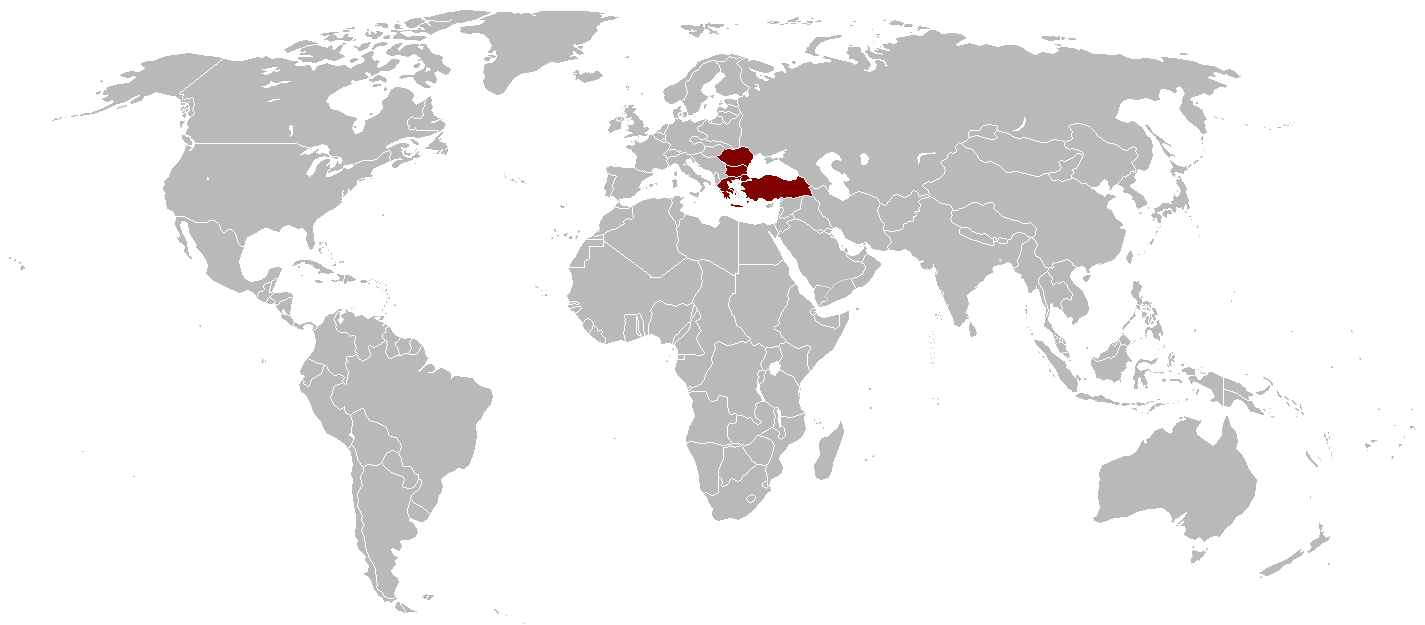
Țările care au avut în dotare avioane PZL P.24

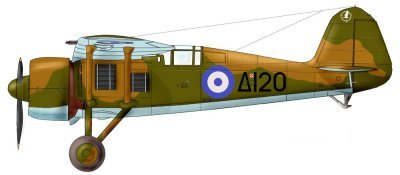
Avion de vânătoare PZL P.24 F/G cu însemnele Forțelor Aeriene Elene, 1940

- Forțele Aeriene Poloneze aveau în dotare un singur avion PZL P.11g Kobuz. Acesta a fost folosit în timpul Invadării Poloniei. Avionul, pilotat de H. Szczęsny, a doborât două avioane germane (pe 14 și 15 septembrie 1939). Deși nu era practic un PZL P.24, victoriile sunt atribuite sub această denumire. Avionul a fost trimis ulterior în România, unde a fost adus la standardele variantei P.24.

 Bulgaria
- Forțele Aeriene Bulgare au comandat 14 avioane PZL P.24B între anii 1937 și 1938. Ulterior, au fost comandate 26 de avioane PZL P.24F dintre care doar 22 au fost livrate în luna iulie 1939, chiar înainte de începutul celui de-al Doilea Război Mondial. Celelalte patru avioane, lipsite de elice, au fost bombardate de către Luftwaffe în septembrie 1939 când se aflau în depozitul fabricii Okęcie.

 Grecia
- Forțele Aeriene Elene au cumpărat cinci P.24A în 1937, apoi 25 de exemplare P.24F și șase P.24G în 1938.

 România
- Aeronautica Regală Română (ARR) a comandat cinci PZL P.24E în 1937 și a construit alte 25 de avioane IAR P.24E sub licență.[5] Avioanele au fost construite la IAR Brașov. Primele șase au fost echipate cu motorul IAR K14 II C32, iar restul până la 25 au fost echipate cu motorul IAR K14 III C36, care a fost montat și pe IAR 80. Direcția  avionului IAR 80 era inspirata de modelul PZL P.24.

 Turcia
- Forțele Aeriene Turce au comandat 14 P.24A și 26 P.24C care au fost livrate până în 1937. Alte 20 P.24A/C au fost construite sub licență în Turcia la Kayseri. Ulterior, alte 30 de avioane de vânătoare P.24G au fost construite sub licență.

## Specificații tehnice
| Date tehnice               | P.24/I,II         | P.24/III          | P.24A             | P.24B,C           | P.24E                | P.24F,G            |
| -------------------------- | ----------------- | ----------------- | ----------------- | ----------------- | -------------------- | ------------------ |
| Greutate (gol, în kg)      | 1230              | 1262              | 1327              | 1327              | 1340                 | 1329               |
| Greutate (maximă, în kg)   | 1680              | 1724              | 1902              | 1870              | 1900                 | 2000               |
| Capacitate rezervor (l)    | 336               | 336               | 336               | 336               | 336                  | 360                |
| Anvergură (m)              | 10,57             | 10,57             | 10,71             | 10,71             | 10,71                | 10,68              |
| Lungime (m)                | 7,50              | 7,50              | 7,50              | 7,50              | 7,50                 | 7,81               |
| Înălțime (m)               | 2,68              | 2,70              | 2,69              | 2,69              | 2,69                 | 2,69               |
| Suprafață portantă (m²)    | 17,90             | 17,90             | 17,90             | 17,90             | 17,90                | 17,90              |
| Motor                      | Gnome-Rhône 14Kds | Gnome-Rhône 14Kfs | Gnome-Rhône 14Kfs | Gnome-Rhône 14Kfs | Gnome-Rhône 14KIIc32 | Gnome-Rhône 14N-07 |
| Putere kW/CP               | 559/760           | 661/900           | 661/900           | 661/900           | 661/900              | 700/970            |
| Viteza maximă (km/h)       | 388               | 416               | 410               | 410               | 408                  | 430                |
| Plafon (m)                 | 9800              | 10500             | 9000              | 9000              | 10000                | 10500              |
| Viteză de ascensiune (m/s) | 10                | 11,5              | 11                | 11                | 11                   | 11,1               |
| Autonomie (km)             | 600               | 600               | 700               | 700               | 700                  | 700                |

### Armament
- două tunuri automate Oerlikon FF de calibru 20 mm și două mitraliere M1919 Browning de calibru 7,62 mm (P.24A, P.24E și P.24F).
- patru mitraliere M1919 Browning (P.24B, P.24C și P.24G).
- patru bombe de 12,5 kg (P.24A și B).
- două bombe de 50 kg (P.24C, F și G).